# راگونات آنات ماشلکار
راگونات آنات ماشلکار (مراتی: रघुनाथ अनंत माशेलकर؛ زاده ۱ ژانویهٔ ۱۹۴۳) یک دانشمند در زمینه مهندسی شیمی اهل هند است.